# Monte Api
Il monte Api (7132 metri) è la cima più alta della subcordigiera Yoka Pahar, nell'Himalaya del Nepal. È poco conosciuto e poco visitato, ma ha dei versanti con pendenze molto accentuate che lo mettono in risalto rispetto agli altipiani circostanti.
È collocato all' estremo nord-ovest del Nepal, e fa da confine naturale all'India e al Tibet.